# Drapeaux des sujets fédéraux de Russie
 (novembre 2024).
Si vous disposez d'ouvrages ou d'articles de référence ou si vous connaissez des sites web de qualité traitant du thème abordé ici, merci de compléter l'article en donnant les références utiles à sa vérifiabilité et en les liant à la section « Notes et références ».

Sujets fédéraux de Russie

Cette page présente les 85 drapeaux des sujets fédéraux de Russie,.

## Républiques

Drapeau de l’Adyguée
Drapeau de la république de l'Altaï
Drapeau de la Bachkirie
Drapeau de la Bouriatie
Drapeau de la république de Carélie
Drapeau de la Crimée
Drapeau du Daghestan
Drapeau de l’Ingouchie
Drapeau de la Kabardino-Balkarie
Drapeau de la Kalmoukie
Drapeau de la Karatchaïévo-Tcherkessie
Drapeau de la Khakassie
Drapeau de la république des Komis
Drapeau de la république des Maris
Drapeau de la Mordovie
Drapeau de l’Ossétie du Nord-Alanie
Drapeau de l’Oudmourtie
Drapeau de la république de Sakha
Drapeau du Tatarstan
Drapeau de la Tchétchénie
Drapeau de la Tchouvachie
Drapeau de la république de Touva

## Kraïs

Drapeau du kraï de l'Altaï
Drapeau du kraï du Kamtchatka
Drapeau du kraï de Khabarovsk
Drapeau du kraï de Krasnodar
Drapeau du kraï de Krasnoïarsk
Drapeau du kraï de Perm
Drapeau du kraï du Primorié
Drapeau du kraï de Stavropol
Drapeau du kraï de Transbaïkalie

## Oblasts

Drapeau de l’oblast de l'Amour
Drapeau de l’oblast d'Arkhangelsk
Drapeau de l’oblast d'Astrakhan
Drapeau de l’oblast de Belgorod
Drapeau de l’oblast de Briansk
Drapeau de l’oblast de Iaroslavl
Drapeau de l’oblast d'Irkoutsk
Drapeau de l’oblast d'Ivanovo
Drapeau de l’oblast de Kaliningrad
Drapeau de l’oblast de Kalouga
Drapeau de l’oblast de Kemerovo
Drapeau de l’oblast de Kirov
Drapeau de l’oblast de Kostroma
Drapeau de l’oblast de Kourgan
Drapeau de l’oblast de Koursk
Drapeau de l’oblast de Léningrad
Drapeau de l’oblast de Lipetsk
Drapeau de l’oblast de Magadan
Drapeau de l’oblast de Moscou
Drapeau de l’oblast de Mourmansk
Drapeau de l’oblast de Nijni Novgorod
Drapeau de l’oblast de Novgorod
Drapeau de l’oblast de Novossibirsk
Drapeau de l’oblast d'Omsk
Drapeau de l’oblast d'Orel
Drapeau de l’oblast d'Orenbourg
Drapeau de l’oblast d'Oulianovsk
Drapeau de l’oblast de Penza
Drapeau de l’oblast de Pskov
Drapeau de l’oblast de Riazan
Drapeau de l’oblast de Rostov
Drapeau de l’oblast de Sakhaline
Drapeau de l’oblast de Samara
Drapeau de l’oblast de Saratov
Drapeau de l’oblast de Smolensk
Drapeau de l’oblast de Sverdlovsk
Drapeau de l’oblast de Tambov
Drapeau de l’oblast de Tcheliabinsk
Drapeau de l’oblast de Tioumen
Drapeau de l’oblast de Tomsk
Drapeau de l’oblast de Toula
Drapeau de l’oblast de Tver
Drapeau de l’oblast de Vladimir
Drapeau de l’oblast de Volgograd
Drapeau de l’oblast de Vologda
Drapeau de l’oblast de Voronej

## Villes fédérales

Drapeau de Sébastopol
Drapeau de Moscou
Drapeau de Saint-Pétersbourg

## Oblast autonome

Drapeau de l’oblast autonome juif

## Okrougs autonomes

Drapeau de la Iamalie
Drapeau des Khantys-Mansis
Drapeau de la Nénétsie
Drapeau de la Tchoukotka